# Oumar Diallo
Oumar Diallo (* 27. Februar 2005 in Toronto) ist ein kanadischer Fußballspieler.

## Karriere

### Verein
Diallo begann seine Karriere beim Aurora FC. Zur Saison 2020 wechselte er zu den Richmond Hill Raiders. Im Februar 2022 wechselte er nach Italien zum Viertligisten ASD Cannara. Für Cannara kam er bis zum Ende der Saison 2021/22 zu sieben Einsätzen in der Serie D, aus der er mit dem Team abstieg. Zur Saison 2022/23 wechselte er anschließend in die Jugend von Inter Mailand.
Zur Saison 2024/25 wechselte Diallo nach Österreich zu den Amateuren des LASK. Nach fünf Einsätzen für die Amateure debütierte er im September 2024 für die Profis der Linzer in der Bundesliga, als er am sechsten Spieltag jener Saison gegen den FC Blau-Weiß Linz in der 78. Minute für Branko Jovičić eingewechselt wurde.

### Nationalmannschaft
Diallo nahm 2024 mit der kanadischen U-20-Auswahl an der CONCACAF U-20-Meisterschaft teil. Mit Kanada erreichte er das Viertelfinale, während des Turniers kam er in drei von vier Spielen zum Zug.